# Heo (cognome)
Heo (허?, 許, 许?) è un cognome di lingua coreana.

## Possibili trascrizioni
Heoh, Her, Ho, Hŏ, Hoh, Hu, Huh, Hur.

## Origine e diffusione
Gli Heo tradizionalmente fanno risalire le loro origini alla regina Heo Hwang-ok, moglie del re Suro di Geumgwan Gaya, uno degli antichi regni della Corea. Diede alla luce dieci figli, due dei quali mantennero il cognome della regina. Gli Heo sono tradizionalmente considerati lontani parenti dei Kim, che fanno risalire i loro antenati agli altri figli del re Suro.
Il cognome è presente anche in Corea del Nord. Il carattere utilizzato per il nome (許) significa "consentire" o "sostenere".
Come per la maggior parte degli altri cognomi coreani, esistono diversi clan Heo, inclusi il clan Gimhae e il clan Yangcheon. Ogni clan è composto da singole famiglie Heo. Anche all'interno di ciascun clan, le persone appartenenti a famiglie diverse non sono necessariamente imparentate tra loro. Queste distinzioni sono importanti, poiché la legge coreana proibiva i matrimoni misti nello stesso clan, non importa quanto remota fosse la relazione; ora, tuttavia, solo coloro che hanno una relazione di cugini di secondo grado o più prossimi non possono sposarsi.
I clan Heo noti sono i seguenti:
- Clan Yangcheon Heo
- Clan Hayang Heo
- Clan Gimhae Heo
- Clan Taein Heo
- Clan Hamchang Heo
- Clan Suwon Heo
- Clan Yangju Heo

Come per altri cognomi coreani, i clan Heo si distinguono per il luogo da cui affermano di provenire.
Si tratta del 28º cognome per diffusione in Corea secondo i dati del Korean National Statistics Office del 2015. Nel Paese è portato da circa 326782 persone.

## Persone
- Jessica Ho, meglio nota come Jessi, rapper statunitense con base in Corea del Sud
- Ho Jong-suk, attivista nordcoreana
- Hŏ Nansŏrhŏn, poetessa coreana